# 義大利入侵法國
義大利入侵法國是1940年6月間義大利王國對法國一次大規模入侵行動，共出动了三十万军队。義大利人希望佔領法國的阿爾卑斯山區及尼斯區。

## 背景
意大利在1940年6月10日向法國及英國宣戰。应希特勒早前的邀请，意大利早已经完成戰爭的準備，对法国南方军队造成威胁。然而貝尼托·墨索里尼直至法國战役进入关键时刻，双方势均力敌的时刻，才开始参战，并趁火打劫，奪取法國南部的土地。

## 進攻
1940年6月21日，意大利的入侵才正式開始，意軍於6月21日分3路越過意法的邊界，並分2個方向進攻，經阿爾卑斯山及沿地中海方向向尼斯進攻。初期意軍享受了一定程度上的成功，因為法國當時將大部份兵力用於對抗德軍，但之後意軍受阿爾卑斯山上的寒冷天氣困擾，而且在阿爾卑斯防線及地中海區馬奇諾防線南部遇到頑強抵抗，因此最終他們只前進了5公里，於里維埃拉停止前進。
意軍在這次短暫的戰役中付出3,881人的傷亡及失蹤的數字，反觀對面的法國只有274人傷亡及失蹤。

## 結果
1940年6月25日，法國向納粹德國投降，意大利佔領了意法邊界上小部份的法國領土，包括尼斯及里維埃拉。